# Stefan Kuntz
Stefan Kuntz (sinh ngày 30/10/1962) là nhà quản lý bóng đá và cựu tiền đạo đội tuyển Đức. Ông được biết đến nhiều nhất khi thi đấu cho câu lạc bộ 1. FC Kaiserslautern ở Bundesliga. Kuntz được bình chọn là cầu thủ xuất sắc nhất của Đức năm 1991.
Kuntz thi đấu cho đội tuyển quốc gia Đức từ năm 1993 đến năm 1997, cùng đội tuyển vào đến tứ kết World Cup 1994 và giành chức vô địch UEFA Euro 1996. Ông ghi được sáu bàn thắng trong tổng số 25 lần ra sân chính thức, bao gồm một bàn thắng quan trọng trong trận bán kết Euro 1996, loại đội tuyển Anh.

## Sự nghiệp
Sự nghiệp của Kuntz bắt đầu từ năm 1983 cho tới năm 1999. Ông đã đá tổng cộng 449 trận và ghi 179 bàn tại Bundesliga. Kuntz từng chơi cho VfL Bochum, Bayer 05 Uerdingen, 1. FC Kaiserslautern, Arminia Bielefeld và Beşiktaş J.K.. Kuntz là vua phá lưới Bundesliga các năm 1986 và 1994.

## Danh hiệu

### Cầu thủ
Kaiserslautern
- DFB-Pokal: 1989–90
- Bundesliga: 1990–91
- DFL-Supercup: 1991[4]

Đội tuyển Đức
- UEFA European Championship: 1996

Cá nhân
- Cầu thủ Đức của năm: 1991

### Huấn luyện viên
Đức U21
- UEFA European Under-21 Championship: 2017, 2021; Á quân: 2019

## References
1. ↑  "Squad List: Men's Olympic Football Tournament Tokyo 2020: Germany (GER)" (PDF). FIFA. ngày 22 tháng 7 năm 2021. tr. 7. Truy cập ngày 28 tháng 8 năm 2021.
2. ↑  Arnhold, Matthias (ngày 1 tháng 10 năm 2015). "Stefan Kuntz – Matches and Goals in Bundesliga". Rec.Sport.Soccer Statistics Foundation. Truy cập ngày 9 tháng 10 năm 2015.
3. ↑  Arnhold, Matthias (ngày 4 tháng 6 năm 2015). "(West) Germany – Top Scorers". Rec.Sport.Soccer Statistics Foundation. Truy cập ngày 14 tháng 10 năm 2015.
4. ↑  "Deutscher Supercup, 1991, Finale". dfb.de. ngày 16 tháng 10 năm 2014. Truy cập ngày 5 tháng 11 năm 2020.

## External links
- Stefan Kuntz tại fussballdaten.de (tiếng Đức)
- Bản mẫu:Soccerway coach